# Blatno, Louny
Blatno là một làng thuộc huyện Louny, vùng Ústecký, Cộng hòa Séc.